# Ионеску-Джион, Георге (историк)
Георге Ионеску-Джион (Ионеску-Джон; рум. Gheorghe Ionescu-Gion; 14 октября 1857, Питешти — 29 июня 1904, Бухарест) — румынский историк. Член-корреспондент Румынской академии наук (1889).
Исторические труды Ионеску-Джиона — «Людовик XIV и Константин Бранковяну» (рум. «Ludovic XIV şi Constantin Brâncoveanu»; 1884), «Греческие патриархи, митрополиты и епископы Бухареста» (рум. Patriarhi, mitropoliti, episcopi greci la Bucuresti; 1897) и наиболее существенное произведение — «История Бухареста» (рум. Istoria Bucureştilor; 1899).
После смерти учёного более тысячи томов его личной библиотеки были переданы в библиотеку города Питешти, позднее там же был установлен его бюст работы Ф. Шторка. Имя Ионеску-Джиона носит улица в Питешти (рум. Strada Gheorghe Ionescu Gion).